# Geoff Bent
Geoffrey Bent (n. 27 septembrie 1932 – d. 6 februarie 1958), a fost unul din cei opt fotbaliști ai lui Manchester United care și-au pierdut viața în urma Dezastrului aerian de la München. 

## Cariera
Bent s-a născut în Salford, Lancashire, și a semnat cu United după ce a terminat școala în vara lui 1948. După câteva sezoane petrecute la echipa de rezerve și cea de tineret, a devenit profesionist în 1951, jucând de 12 ori ca titular în ligă, înlocuindu-i pe Roger Byrne pe flancul stâng sau pe Bill Foulkes pe cel drept.  
Nu a jucat nici un meci ca titular în timpul sezonului 1957-58, și a făcut deplasarea la Belgrad ca rezervă a lui Roger Byrne - despre care se credea că nu va juca din cauza unei accidentări, dar până la urmă a făcut-o. 
Geoff, care este înmormântat în St. John's Churchyard din Bolton Road, Pendlebury, devenise tată cu doar patru luni înainte de accident. 